# Garde du Corps
Garde du Corps (französisch für Leibgarde) sind Verbände der Garde. Erstmals wurde 1445 in Frankreich eine solche Garde du Corps aufgestellt. Seit dem 17. Jahrhundert wurde der Begriff in mehreren deutschen Staaten und zum Beispiel auch im Königreich beider Sizilien für einige Regimenter der schweren Kavallerie verwendet, deren Inhaber oft der Landesfürst war. Am bekanntesten war in Deutschland das preußische Regiment der Gardes du Corps, das bis zum Ende der preußischen Armee im Jahre 1919 bestand.

## Frankreich
Bereits 1445 wurde in Frankreich die Schottische Garde als Teil der Garde du corps du roi (Leibgarde des Königs) bezeichnet. Sie war zunächst ein leichter, später ein schwerer Kavallerieverband im Maison militaire du roi des Königs von Frankreich. Sie bestand bis 1791.

## Brandenburg und Preußen
In Kur-Brandenburg erhielt 1692 die Trabantengarde die Bezeichnung Garde du Corps, wurde aber um 1715 wieder aufgelöst. 1740 errichtete König Friedrich II. ein Kürassierregiment Gardes du Corps, das bis zum Ende der preußischen Armee im Jahre 1918 bestand. Nur in Preußen hieß der Verband Regiment der Gardes du Corps, im Gegensatz zu Garde du Corps in den anderen deutschen Ländern.

## Bayern
In der Bayerischen Armee bestand seit 1814 ein Regiment Garde du Corps. Es wurde am 16. Juli 1814 gemäß Allerhöchster Entschließung als in der Pfalz aufgestellt. Das Stammregiment war das 1813 gegründete Nationale 7. Chevauleger-Regiment „Prinz Carl von Bayern“. Der erste Regimentsinhaber war General der Kavallerie Prinz Karl von Bayern. Nach der Rückkehr aus den Befreiungskriegen gegen Napoleon zog die Garde du Corps in die Isarkaserne auf der Museumsinsel ein. Später wurde am Ufer der Isar die Neue Isarkaserne gebaut. Zum 20. November 1825 wurde das Regiment Garde du Corps in 1. Kürassier-Regiment „Prinz Karl von Bayern“ umbenannt und im Zuge der durch König Ludwig I. angeordneten Sparmaßnahmen der Garde-Rang aufgegeben. Die Leibfahne sowie die Pauken wurden ins Zeughaus abgegeben und die Uniformen vereinfacht.

## Sachsen
Das sächsische Garde du Corps wurde als Verband der schweren Kavallerie 1620 aufgestellt und diente nicht nur am Dresdner Hof, sondern auch in zahlreichen Feldschlachten.  Sie ging 1812 im Russlandfeldzug unter.

## Andere deutsche Heere
Auch das Kurfürstentum Hessen, die Landgrafschaft Hessen und die Markgrafschaft Baden sowie zeitweise das Großherzogtum Baden unterhielten ein Regiment Garde du Corps. Im Königreich Westphalen und im Königreich Württemberg bestanden von 1808 bis 1814 beziehungsweise von 1809 bis 1815 jeweils eine Eskadron Garde du Corps, die ähnlich den französischen Kürassieren uniformiert war, jedoch mit Halbkürass und Raupenhelm. Das Königreich Hannover verfügte von 1816 ebenfalls bis zur Auflösung seiner Armee 1866 über ein Regiment Garde du Corps. Es war in einem 1736 zur Kaserne umgebauten Maultierstall am Königsworther Platz in Hannover untergebracht. Nach der preußischen Annexion von 1866 lag dort das Königs-Ulanen-Regiment in Garnison.

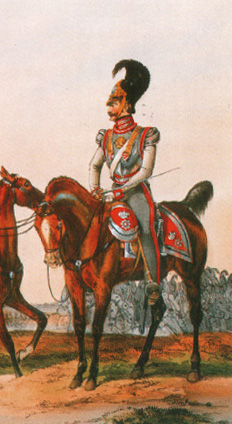
Offizier der Kürassiere des kurhessischen Garde du Corps
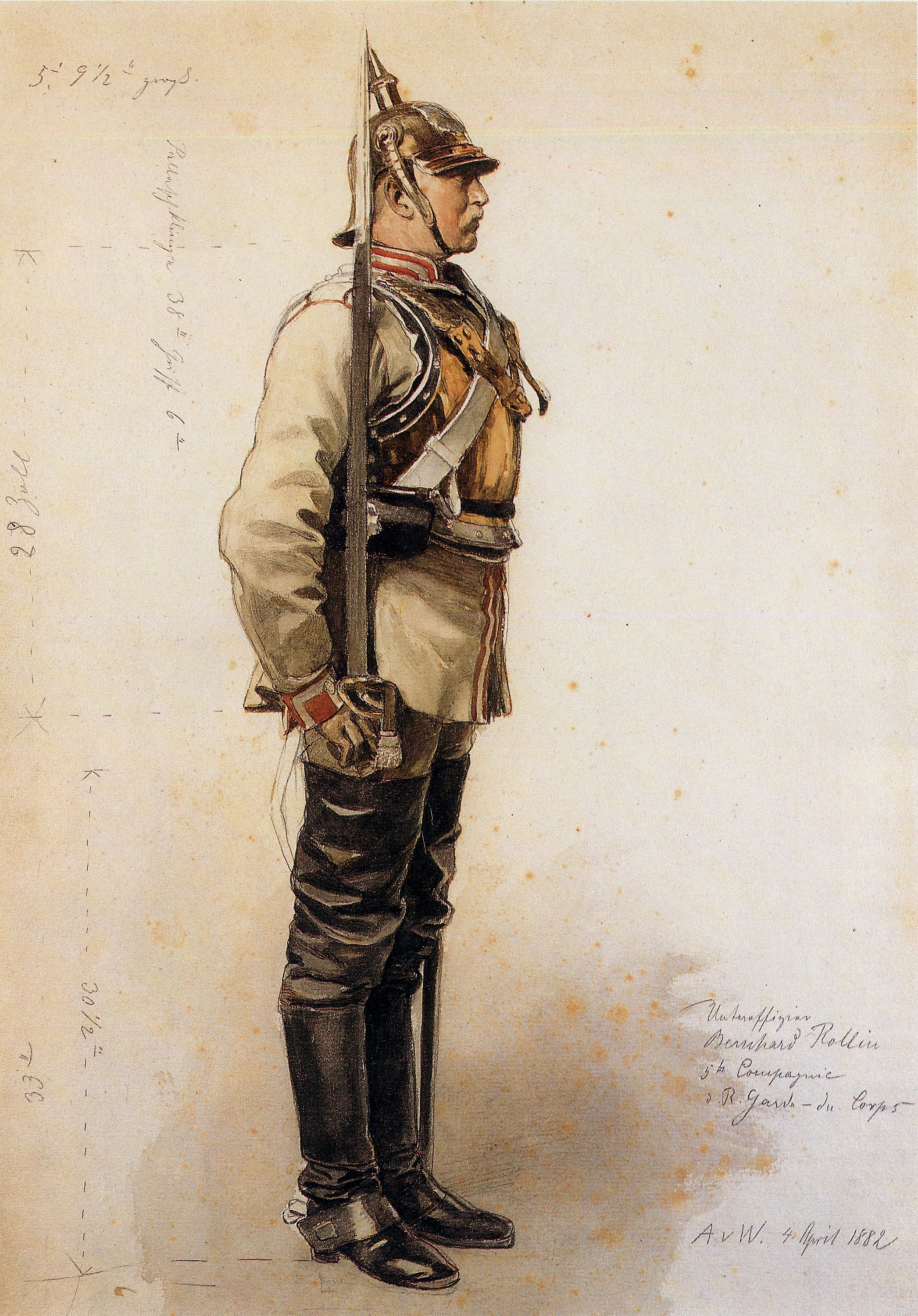
Unteroffizier der Kürassiere des preußischen Gardes du Corps
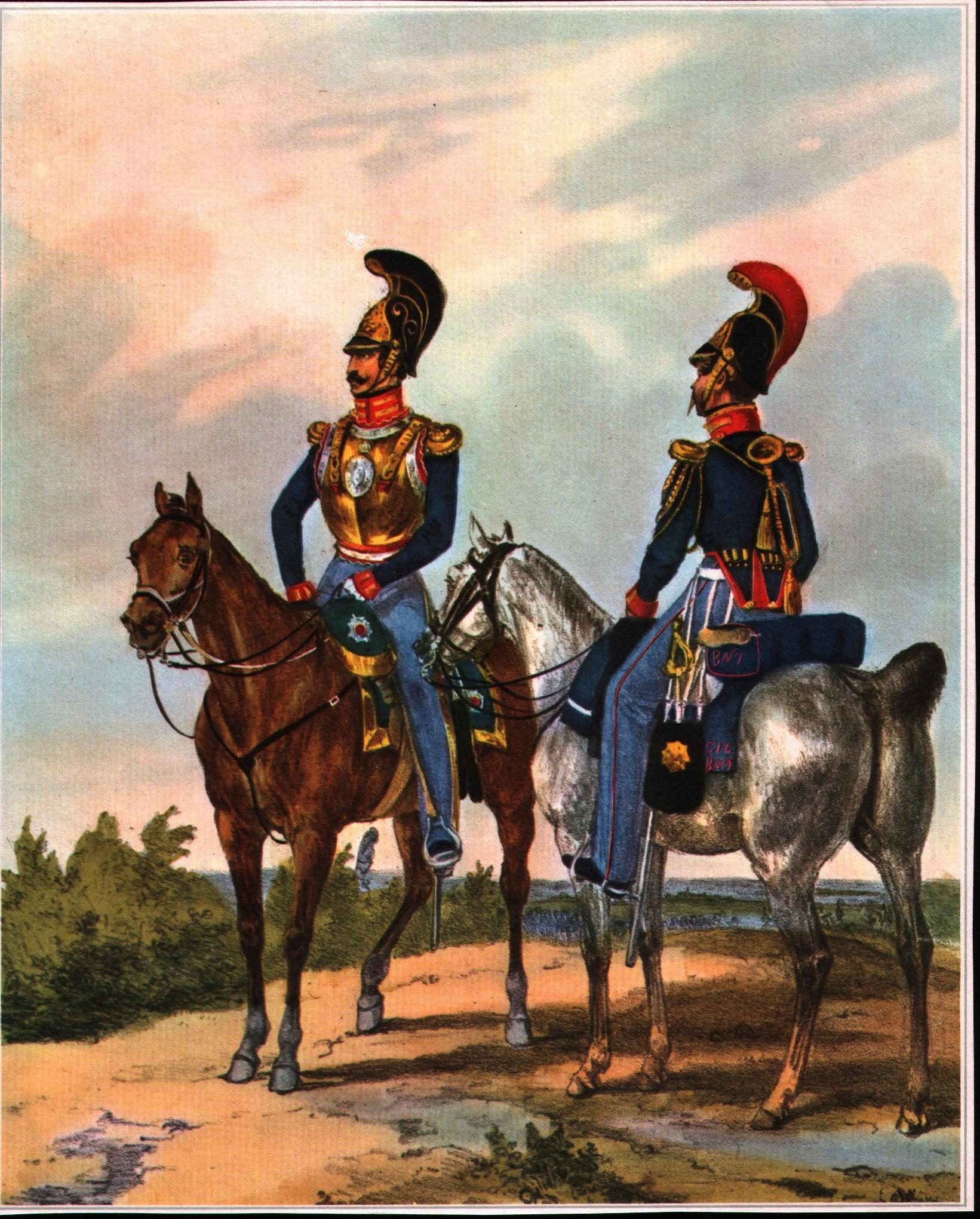
Offizier und Trompeter der Garde du Corps des Königreichs Hannover 1835
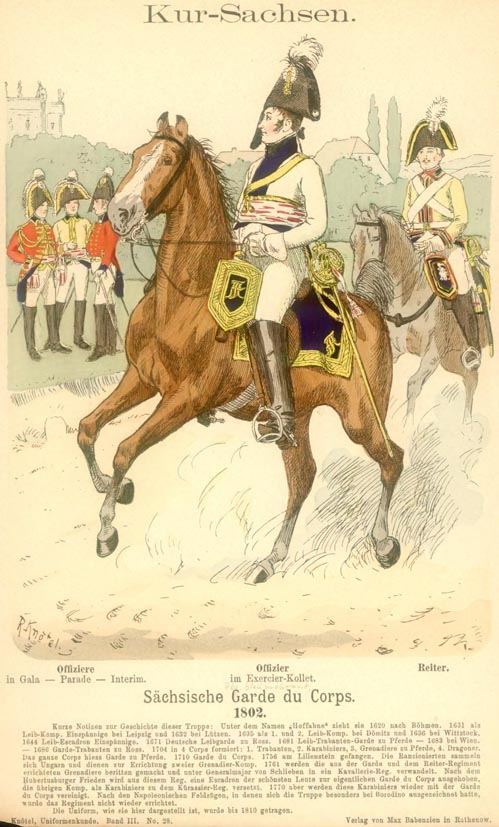
Garde du Corps (Sachsen) 1802 (Farbtafel von Richard Knötel)